# ボクのヒミツたいけん
『ボクのヒミツたいけん』は、コンプリーツによるアダルトゲームである。シリーズ作品として、2001年から2004年にかけて合計3作品がリリースされた。

## 概要
主人公「佐伯章」が様々なシチュエーションで「ヒミツたいけん」をしてしまうエッチコメディとなっている。本作も同社の他作品と同様の傾向を備え、おとなしい少年があれこれといろんなことをされてしまう展開となっている。
なお、作中で主人公の年齢は明記されていないが、夏休みの家庭訪問など、小中学生を思わせる演出が一部に見られる。

## 登場キャラクター（シリーズ共通）
佐伯 章（さえき あきら）
シリーズ作品通しての主人公である。同社他作品に漏れずおとなしい性格で、一人称は「ボク」。可愛い顔と断りきれない性格のため、様々な場面で女の子に迫られ「ヒミツのたいけん」をしてしまう。
友田 順平（ともだ じゅんぺい）
声：児玉さとみ
シリーズ作品通して登場する、主人公の男友達。

## 『ボクのヒミツたいけん』
シリーズ第1作である。2001年10月26日にコンプリーツより発売。2008年現在、ダウンロード販売も行なわれている。

### 『ボクのヒミツたいけん』あらすじ
主人公の母が単身赴任の父のところに行くこととなり、主人公は親戚のおばさんの家で過ごすこととなった。そこで友達になった子と「ヒミツたいけん」をしてしまう。

### 『ボクのヒミツたいけん』登場キャラクター
佐伯 雪（さえき ゆき）
声：北条明日香
お世話になる親戚の娘。主人公とは従妹にあたる。主人公のことを「章」と呼び捨てか「あんた」と呼び、無愛想な性格だが、内心は主人公と一緒にいたいと思っている。第2作にも登場する。
中島 和子（なかじま かずこ）
声：北都南
雪の友達、成美の妹。眼鏡っ娘でおせっかいな性格。第2作にも登場する。
佐伯 由美（さえき ゆみ）
お世話になる親戚のおばさん。
野中 美子（のなか よしこ）
声：日向裕羅
順平の通う塾の先生。
中島 成美（なかじま なるみ）
声：金田まひる
和子の姉。
石黒 真樹（いしぐろ まき）
声：鳥居花音
成美の友達。章を誘惑しようと企む。

## 『もっと!ヒミツたいけん』
シリーズ第2作である。本作では、同社作品の中では珍しく、MAP移動システムが設けられている。

### 『もっと!ヒミツたいけん』あらすじ
主人公の住む街に、前作で友達になった3人組（雪、和子、順平）が遊びに来ることに。（今回も前作同様）主人公の母が不在のため、隣家のお姉さん達に子供達の面倒をお願いすることとなった。クラスメイトやクラスの担任の先生なども交えて、また「ヒミツたいけん」をしてしまう。

### 『もっと!ヒミツたいけん』登場キャラクター
大迫 美姫（おおさこ みき）
章のクラスメイト。何かと章にちょっかいを出し、雪をライバル視している。
佐川 佑二（さがわ ゆうじ）
章のクラスメイト。美姫の幼なじみ。
音無 喜久子（おとなし きくこ）
章の隣家の娘。奈緒子の姉にあたるが、年齢的にはかなり上。
音無 奈緒子（おとなし なおこ）
章の隣家の娘。喜久子の妹。
友成 真弓（ともなり まゆみ）
章のクラスの担任の先生。
塚本 かなこ（つかもと かなこ）
真弓の同人仲間。
中山 ちはる（なかやま ちはる）
かなこのアシスタント。

## 『ボクの「なつやすみ」ヒミツたいけん』
シリーズ第3作である。本作の舞台となる「矢多良温泉郷」の「酒田旅館」は、同社の別レーベルであるオーサリングヘヴンの作品「Theガッツ!」シリーズの『Theガッツ!3 〜山でガッツ!〜』に登場したロケーションである。また、同作品のキャラクターも本作にゲストキャラとして登場している。

### 『ボクの「なつやすみ」ヒミツたいけん』あらすじ
主人公+いつもの3人組で、順平の親戚の家に遊びに行くことに。順平以外の2人は都合行けなくなり、順平と2人で順平の叔母が経営する酒田旅館に訪れる。そこでもまた「ヒミツたいけん」をしてしまうのであった。

### 『ボクの「なつやすみ」ヒミツたいけん』登場キャラクター
酒田幸枝（さかた ゆきえ）
今回お世話になる酒田旅館の女将。地元では美人の未亡人女将として知られている。
酒田かのこ（さかた かのこ）
酒田旅館の娘。
奥野千歳（おくの ちとせ）
矢多良神社の巫女。かのこの友達。
坂上由紀子（さかがみ ゆきこ）
近くの村に住む女の子。
坂上幸雄（さかがみ ゆきお）
由紀子の弟。村ではガキ大将で通っている。
林健一（はやし けんいち）
幸雄の舎弟。
ななせ
村で出合った謎の少女。

## スタッフ（シリーズ共通）
- シナリオ：日高真一
- 原画：まめ
- 音楽：KIRIKO/HIKO sound（第2作、第3作）